# Campion tenuistriga
Campion tenuistriga är en insektsart som först beskrevs av Gerstaecker 1885.  Campion tenuistriga ingår i släktet Campion och familjen fångsländor. Inga underarter finns listade i Catalogue of Life.